# Cyrtochloa hirsuta
Cyrtochloa hirsuta är en gräsart som beskrevs av John Dransfield. Cyrtochloa hirsuta ingår i släktet Cyrtochloa, och familjen gräs. Inga underarter finns listade i Catalogue of Life.